# Đảng Cộng sản Mác-Lênin (Thổ Nhĩ Kỳ)
Đảng Cộng sản Mác-Lênin (tiếng Thổ Nhĩ Kỳ: Marksist-Leninist Komünist Partisi, viết tắt là MLKP) là một đảng cộng sản hoạt động ngầm theo chủ nghĩa hoxha ở Thổ Nhĩ Kỳ. Đảng này được thành lập vào năm 1994 và đã tham gia vào cuộc xung đột Rojava từ năm 2012.